# Union des ingénieurs russes
 (novembre 2013).
Si vous disposez d'ouvrages ou d'articles de référence ou si vous connaissez des sites web de qualité traitant du thème abordé ici, merci de compléter l'article en donnant les références utiles à sa vérifiabilité et en les liant à la section « Notes et références ».
 (octobre 2014).
L’Union des ingénieurs russes (UIR) est une organisation non gouvernementale de la Fédération de Russie rassemblant des ingénieurs, constructeurs, inventeurs, chercheurs, scientifiques, spécialistes en recherche et développement, ainsi que des cadres et dirigeants d'entreprises des secteurs industriel et de la construction.
Organisation apolitique, elle a pour principaux objectifs de représenter et promouvoir les intérêts de la communauté scientifique et technique en Russie.
Bien que l’UIR n’ait été immatriculée par le ministère de la Justice de Russie que le 11 janvier 2011, l’idée de fédérer cette communauté remonte au milieu des années 1990, dans un contexte de besoin accru de coopération entre scientifiques et ingénieurs.
Au 1er octobre 2013, l’Union des ingénieurs russes compte 42 départements régionaux répartis dans les principales régions du pays. Elle revendique plus de 2 000 membres et environ 30 000 soutiens.

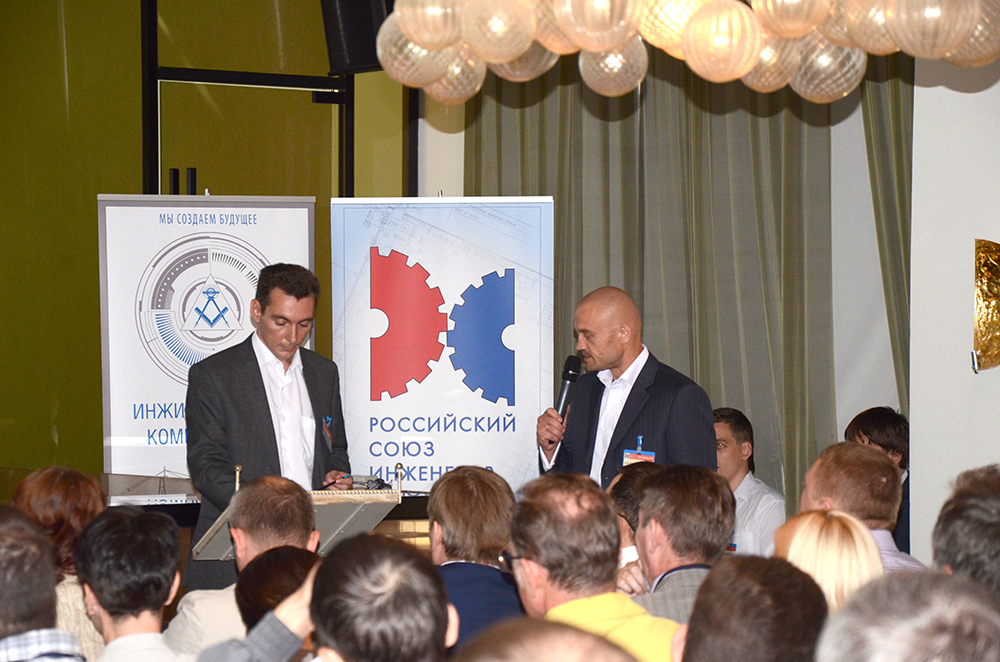
Les représentants de l’Union des ingénieurs russes participant au séminaire de la Société d’Engineering « 2К »

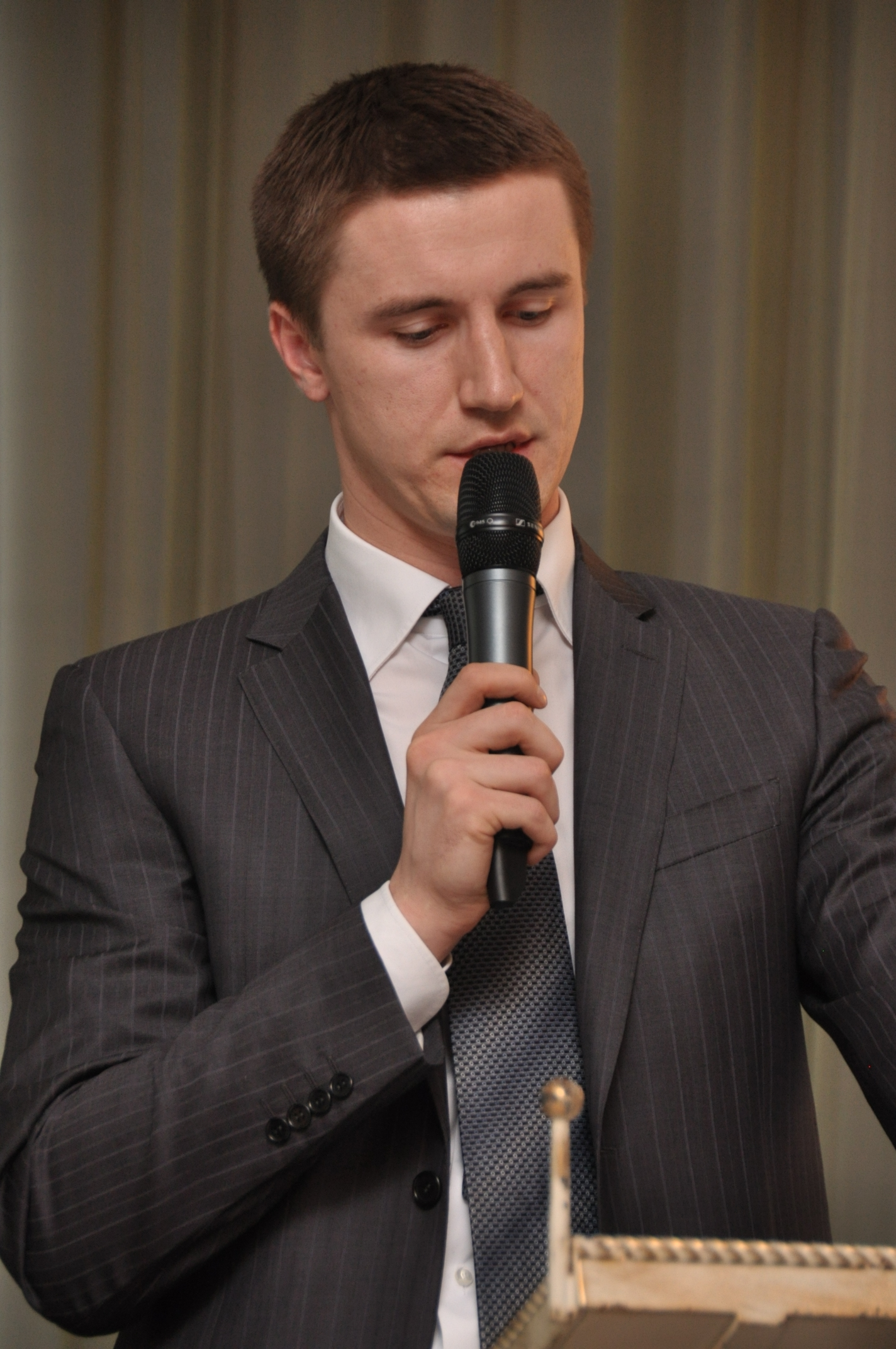
Un représentant du Bureau Vnesheconombank entre en communication avec des représentants de UIR

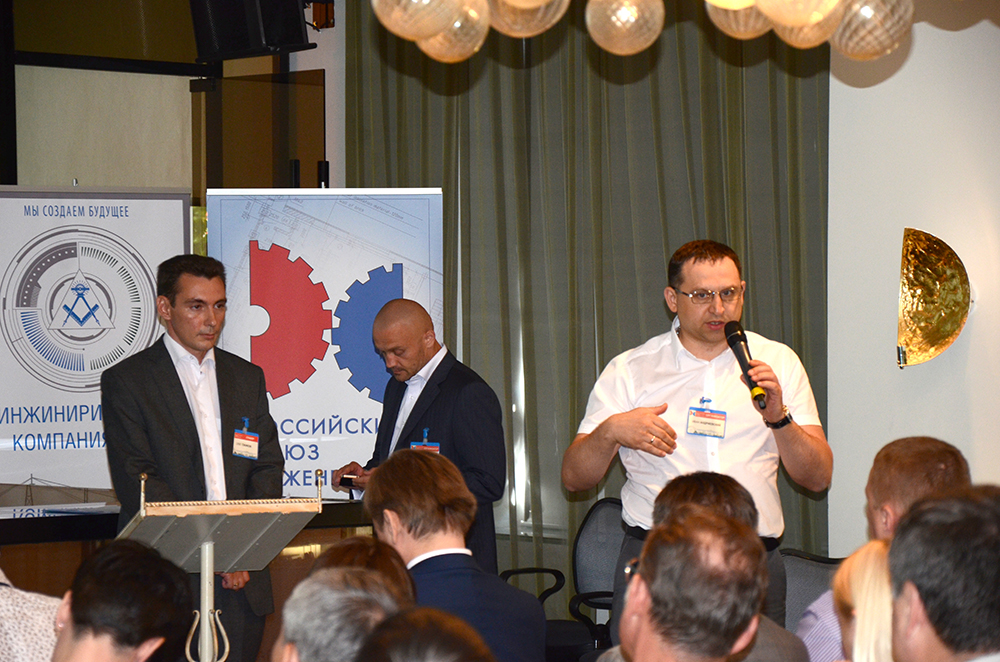
Les représentants de l’Union des ingénieurs russes participant au séminaire de la Société d’Engineering « 2К »

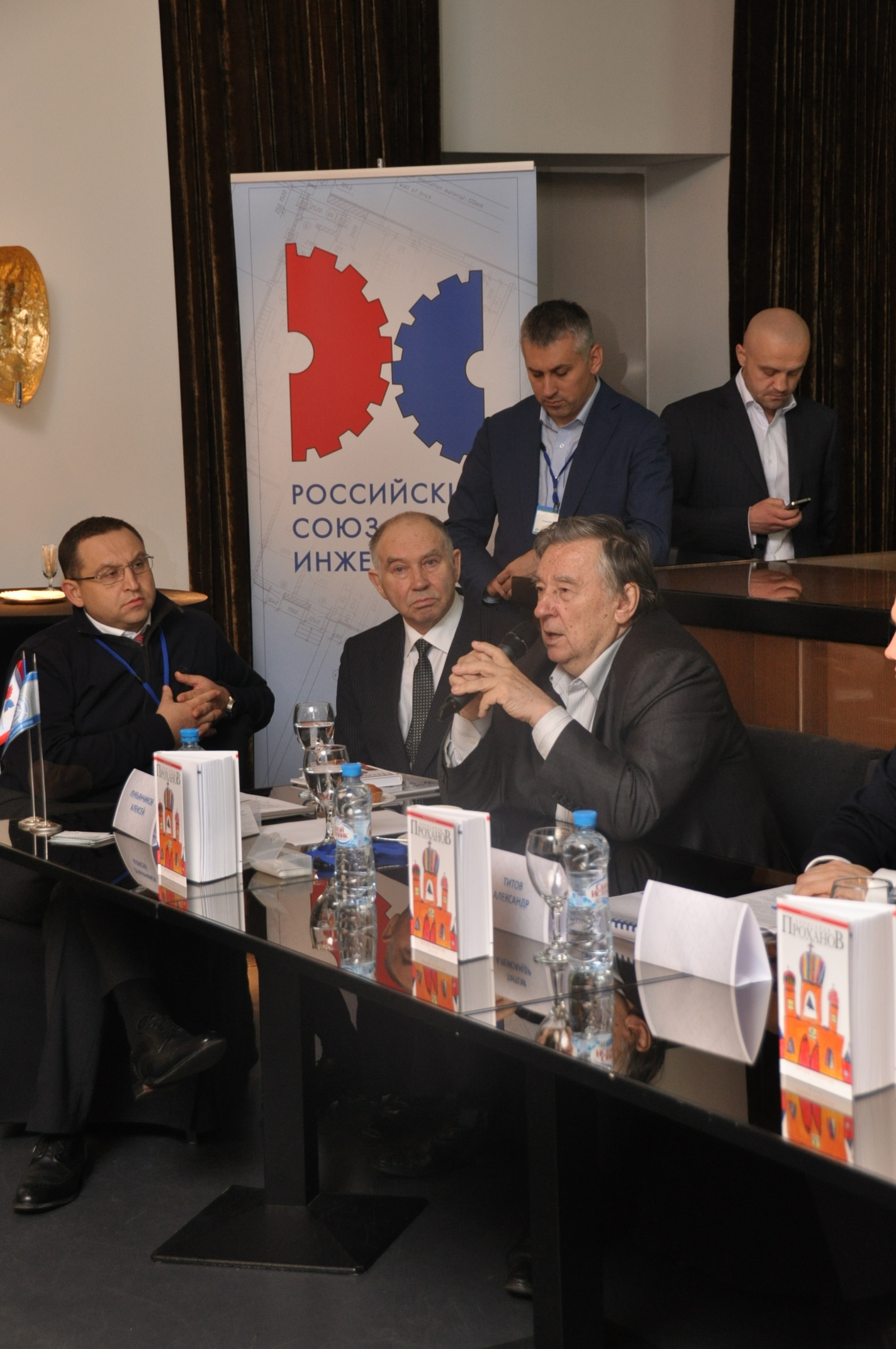
Alexandre Prokhanov participe à la discussion du séminaire

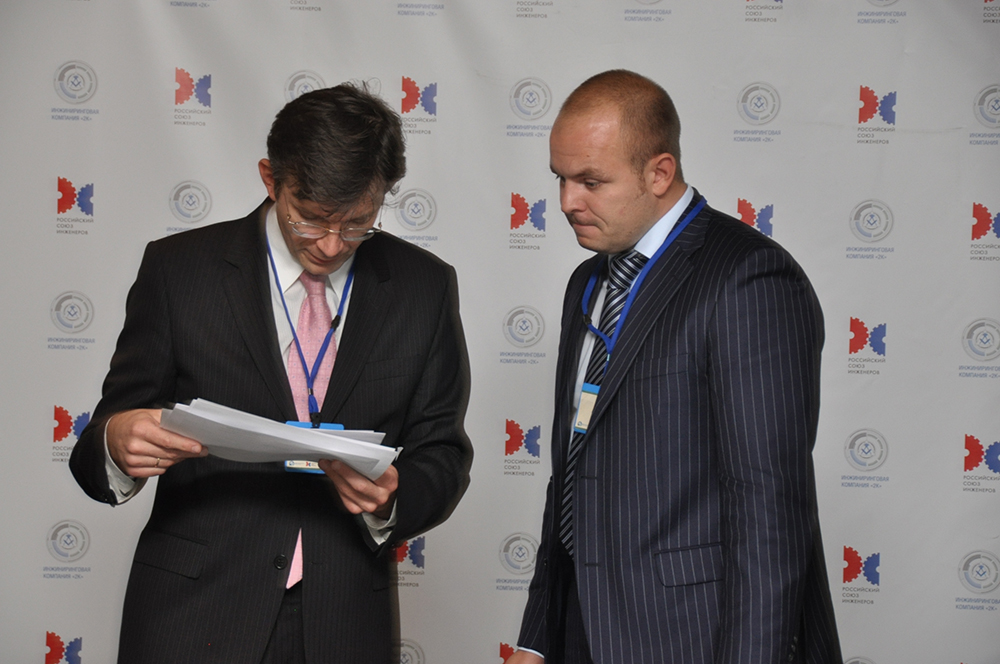
Un représentant du Bureau Citibank de Moscou entre en communication avec des représentants de UIR

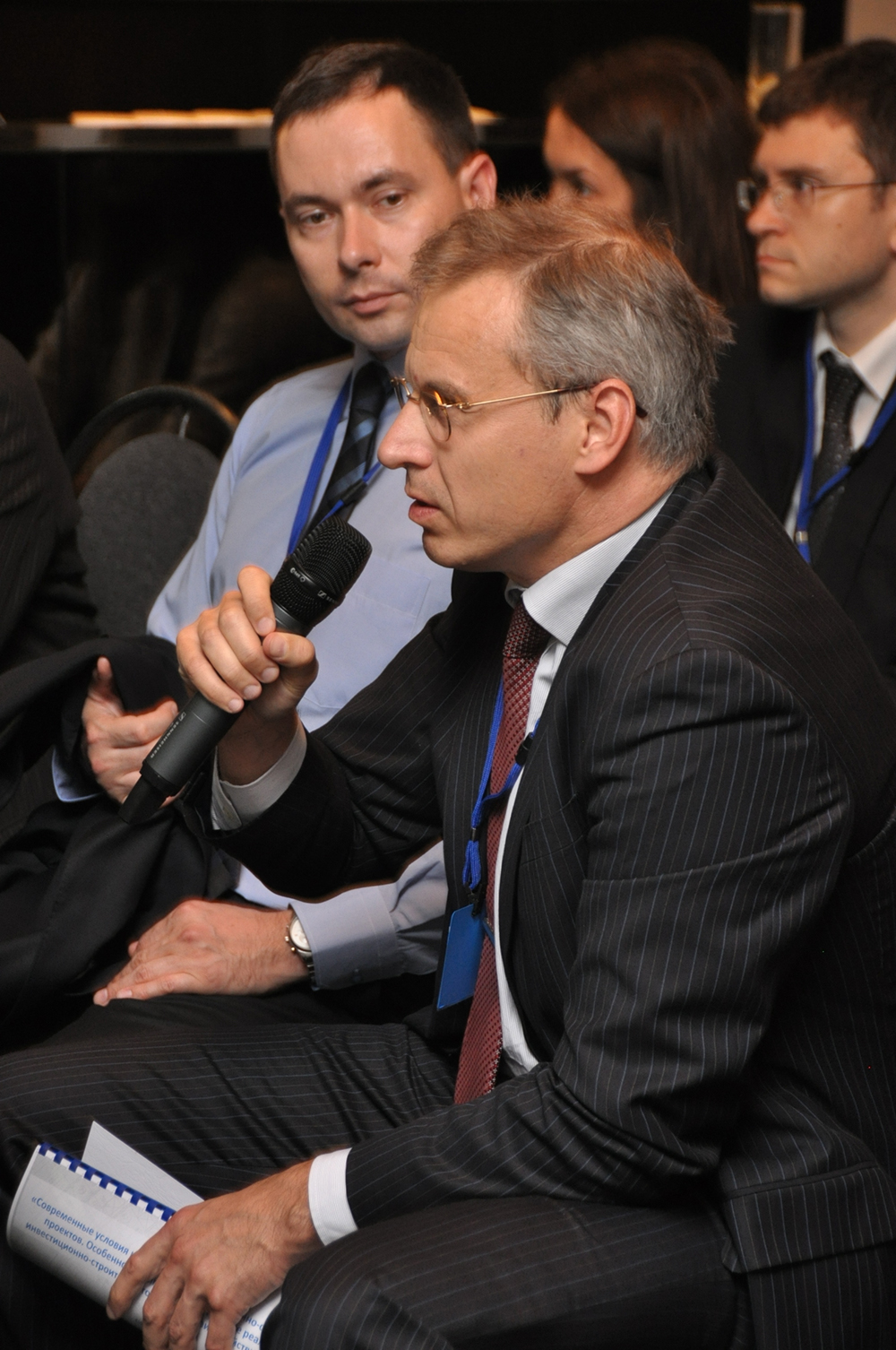
Les représentants de la communauté d’affaires de la Russie participent d’une manière active dans la discussion au sujet du séminaire

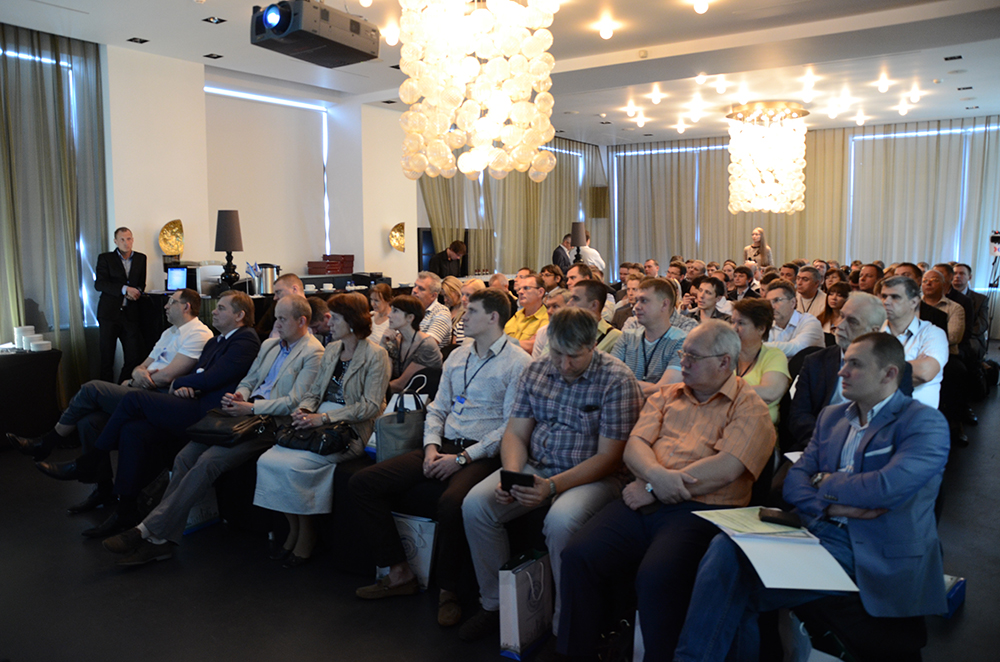
Les participants du séminaire de l’Union des ingénieurs russes

## Objectifs et buts de l’Union des ingénieurs
L’objectif principal de l’activité de l’Union des ingénieurs russes prévoit la création de la communauté des ingénieurs de la fédération de Russie, à la base des valeurs unies et des principes modernes de l’autonomie, ainsi que son intégration dans la communauté internationale des ingénieurs. D’autres objectifs de son activité concernent :
1. Études relatives aux besoins de la communauté des ingénieurs et aux problèmes existants pour des ingénieurs russes ;
2. Élévation du niveau des connaissances des ingénieurs et l’assistance prêtée dans le cadre de la formation professionnelle ;
3. Organisation des discussions publiques relatives aux problèmes actuels concernant l’évolution de l’économie et de la production industrielle ;
4. Protection et promotion des membres de l’Union devant les autorités publiques, législatives et exécutives ainsi que les collectivités locales ;
5. Coopération de UIR avec des organismes sociaux et des syndicats, l’activité destinée à élever le niveau du salaire et des conditions du travail des ingénieurs, protection des intérêts des ingénieurs dans les établissements à but lucratif ;
6. Participation à l’étude approfondie et l’organisation des décisions fédérales, régionales et locales dans le cadre de l’activité d’ingénierie, notification des avis de l’Union aux autorités compétentes ;
7. Organisation des expertises sociales, des projets et des études d’avis public dans le contexte de la compétence de l’Union ;
8. Activité des experts de l’Union concernant la formation, des décisions relatives à l’évolution de la formation professionnelle des ingénieurs russes ;
9. Participation des experts de l’Union dans l’élaboration des nouvelles règles dans le domaine de la formation des ingénieurs et des techniciens ;
10. Développement de l’activité d’ingénierie et du génie inventeur, évolution dans le domaine de recherches scientifiques et d’études du développement, encouragement du progrès scientifique et technique en fédération de Russie ;
11. Assistance relative au développement de la production industrielle, formation des décisions favorables pour la reconstitution des positions de la Russie en tant qu’une grande puissance industrielle ;
12. Encouragement d’évolution des constructions, prévues dans le domaine d’industrie, énergétique, transport et agriculture ;
13. Encouragement d’évolution des relations internationales de la fédération de Russie ;
14. Soutien de l’activité des autorités du pouvoir législatif et exécutif relative à la modernisation de l’industrie en Russie ;
15. Assistance juridique prêtée aux ingénieurs russes dans le cadre d’homologation des brevets et des inventions ;
16. Aide aux ingénieurs et aux inventeurs russes accordé pour les recherches des investisseurs ;
17. Renforcement des positions du pays auprès de la communauté d’ingénierie internationale et l’établissement des liens avec des organismes et des associations d’ingénieurs ;
18. Développement des échanges scientifiques et techniques au niveau international ;
19. Promotion des conceptions élaborées par des ingénieurs russes sur l’arène internationale, l’élévation du potentiel technique et scientifique du pays ;
20. Encouragement des investissements dans l’économie russe ;
21. Encouragement des projets, des investissements.

Cela dit, l’activité de UIR englobe des axes clefs suivants :
- activité sociale — il s’agit d’une activité sociale de UIR prévoyant l’actualisation des besoins et des problèmes de la communauté des ingénieurs et l’assistance au développement des programmes particuliers, dont au niveau international ;
- interaction avec des autorités du pouvoir public, régional et municipal — il s’agit d’un axe nécessaire à la promotion des intérêts de la communauté des ingénieurs devant les autorités législatives et exécutives, ainsi que les collectivités locales, et pour la participation de l’Union dans l’étude approfondie, l’établissement ou l’avis des experts dans le cadre des règlements du niveau fédéral, régional et local;
- activité de recherches scientifiques — il s’agit d’une activité de recherches scientifiques de UIR destinée à la gestion, organisation, conception et réalisation des recherches de nature du génie, à partir des Recherches et Développement, jusqu’aux recherches d’une branche d’industrie de la production matérielle;
- travail des experts — il s’agit de l’établissement des avis ;
- activité internationale — il s’agit d’une activité concernant l’établissement des relations de partenariat et des échanges des connaissances professionnelles prévus entre la communauté russe des ingénieurs et des scientifiques et leurs collègues provenant d'autres pays;
- encouragement des investissements.

Conformément aux Statuts de UIR, le Congrès de l’Union représente son organe supérieure de direction. Le ledit Congrès se réunit une fois tous les 5 (cinq) ans. Le Congrès extraordinaire se réunit selon la décision de la Présidence, du Président ou du Premier vice-président de l’Union, en vertu de la notification écrite de la Commission de surveillance, ou en vertu de la notification écrite de la part de la bonne moitié des départements régionaux de l’Union. Les organes dirigeants de l’Union sont représentés par : Congrès de l’Union, Présidence de l’Union, Bureau de Présidence de l’Union. Depuis 2013, Nicolas Koryagin assume les fonctions du Président de l’Union, Ivan Andrievskiy – celles du Premier vice-président, Constantin Kovalev – celles du Vice-président et du secrétaire responsable.
La promotion efficace de l’Union des ingénieurs russes est assurée par la Société d’engineering « 2К ».

## Interaction avec le pouvoir législatif et exécutif
Les membres de l’Union des ingénieurs russes font partie des:
Conseils des experts du ressort de la Douma d’État de la fédération de Russie :
- Conseil des experts de l’activité d’urbanisme du ressort de Comité de la Douma d’État pour des questions foncières et des constructions ;
- Conseil des experts du ressort de Comité de la Douma d’État pour des questions énergétiques. La section pour des questions de la sûreté législative de la branche pétrolière ;
- Conseil des experts pour la législation des investissements du ressort de Comité de la Douma d’État du marché financier ;
- Conseil des experts du ressort de Comité de la Douma d’État du budget et des impôts ;
- Conseils des experts pour la législation relative à l’activité bancaire et l’audit auprès du Comité de la Douma d’État du marché financier ;
- Conseil des experts pour les investissements, du ressort de Comité de la Douma d’État de l’économie politique, innovations et entreprise ;
- Conseil des experts pour le service et maintenance routière et l’infrastructure logistique du ressort de Comité de la Douma d’État des relations foncières et des constructions ;
- Conseil des experts du ressort de Comité de la Douma d’État pour l’énergétique. La section pour des questions de la sûreté législative de la branche carbonique ;
- Conseil des experts pour des questions de la métallurgie et de l’industrie des mines métallurgiques, du ressort de Comité de la Douma d’État d’industrie ;
- Conseil des experts du ressort de Comité de la Douma d’État pour des questions de transport. La section de la sécurité de transport.

Conseils des experts du ressort de la Douma Municipale de Moscou :
- Conseil des experts du ressort de la Commission de la propriété d’État et de l’exploitation du sol de la Douma Municipale de Moscou ;
- Conseil des experts du ressort de la Commission du développement prometteur et de l’urbanisme de la Douma Municipale de Moscou.

Conseils des experts du ressort de la Douma Régionale de Moscou : 
- Conseil des experts du ressort de Comité de l’économie, entreprise et politique des investissements de la Douma Régionale de Moscou.

De l’Agence Fédérale de constructions, logements et services collectifs :
- Membres du Collège de l’Agence Fédérale de constructions, logements et services collectifs.

Le potentiel de l’Union des ingénieurs russes se détermine par son autorité existant au sein de la communauté russe et par des possibilités propres à ses nombreux membres et partisans. Les membres de l’Union des ingénieurs russes participent d’une manière active dans des communautés des experts de la Russie du domaine de constructions et de la modernisation industrielle, et dans multiples projets, ils se distinguent par l’étendue considérable des connaissances et des informations, favorisant la réalisation efficace des projets des investissements.
Les membres de l’Union des ingénieurs russes ont les positions de vie actives et contribuent à l’évolution de l’économie russe.

## Projets sociaux de l’Union des ingénieurs russes
L’Union des ingénieurs russes a présenté au Musée Polytechnique le 21.11.2012 le classement d’attrait des villes russes pour l’année 2011, qui a provoqué un grand intérêt du côté de la grande masse d’organismes sociaux, des médias.
Le ministère du Développement régional de la fédération de Russie, Les Constructions Publiques (Gosstroy) de la Russie, l’Union des ingénieurs russes et les spécialistes de l’université d’État de Moscou M.V. Lomonosov, ont établi le 20.05.2013 le classement et la méthodologie de l’évaluation de la qualité d’habitat en milieu urbain et ont réalisé l’évaluation des 50 villes les plus importantes de la Russie. Les méthodes d’évaluation « La qualité d’habitat en milieu urbain » et « Le seuil d’attrait des villes » élaborées par l’Union, ont été utilisées dans le cadre de ce travail. L’établissement du classement a été déterminé par:
- la mission de la part du président de la fédération de Russie libellée dans le point 1 des commissions du président de la fédération de Russie N° Pr-534 du 29 février 2012, confiée aux autorités exécutives selon les résultats de la réunion « Sur les mesures de la réalisation de la politique du logement » du 14 février 2012 ;
- la mission de la part du président du gouvernement de la fédération de Russie, libellée dans le point 4 de la liste des commissions du président du gouvernement de la fédération de Russie du 20 mars 2012 N° VP-P9-1581 « Sur l’élaboration de la méthode d’évaluation de la qualité d’habitat en milieu urbain et de la réalisation de telle évaluation dans les grandes villes russes ».

## Activité internationale
L’un des axes les plus importants de l’activité de UIR est lié avec l’activité internationale destinée à la création et le renforcement des rapports entre la communauté des ingénieurs russes et leurs collègues provenant d’autres pays, ainsi que le développement des relations avec des organismes internationaux d’ingénierie, tels que : ORGALIME, FEANI et IAENG. C’est dans cet objectif que UIR: 
- organise des conférences et des forums internationaux ;
- organise des salons et des activités de nature d’exposition ;
- crée des équipes opératoires des intéresses, telles que «Russie – Europe», «Russie –États-Unis», «Russie – Asie – Océanie», «Russie – Afrique»;
- octroie aux intéressés l’information d’actualité ;
- établit les avis des experts ;
- établit les recommandations professionnelles.

## Encouragement des investissements et des projets étrangers en Russie
L’attrait des investissements dans l’économie russe se détermine par ses ressources naturelles riches, territoires vierges de grande étendue, haut niveau de la formation professionnelle des employés en combinaison avec le salaire relativement bas au niveau local, ainsi qu’avec le marché de distribution important.
La part de la Russie dans le produit brut sommaire des « nouveaux marchés du niveau mondial » représente près de 20 %. La loi « sur les investissements étrangers en fédération de Russie » et plus de 30 ordonnances du président de la fédération de Russie, équivalents aux lois, font la base juridique actuelle dans le cadre de l’encouragement des investissements étrangers.
L’Union des ingénieurs russes encourage les investissements étrangers destinés pour l’économie russe, en agissant en fonction du conseiller et du provider professionnel, moyennant, notamment :
- assistance de nature consultative et juridique, prêtée aux investisseurs étrangers dans les objectifs d’établissement des projets d’investissements et de la création des entreprises mixtes ;
- appui des experts dans le choix des partenaires ;
- consultations données aux investisseurs dans le cadre des aspects d’ingénierie de la réalisation des projets ;
- adaptation des projets étrangers conformément aux normes, impératifs et règlements techniques russes ;
- assistance dans le cadre d’immatriculation, standardisation, obtention d’une licence et certification ;
- protection de la propriété intellectuelle des investisseurs étrangers ;
- recommandations relatives à l’utilisation des zones économiques particulières et aux autres possibilités légales ;
- protection des investissements étrangers conformément à la législation en vigueur de la fédération de Russie.

L’Union des ingénieurs russes prête assistance aux investisseurs étrangers conformément à la législation russe en vigueur, et aux règles élaborées par UNIDO, en tenant compte des particularités de la législation de chaque sujet de la fédération de Russie, dont dans le territoire de la réalisation du projet.

## Priorités sectorielles de l’Union des ingénieurs russes
L’Union des ingénieurs russes encourage les investissements étrangers dans les domaines des constructions industrielles, énergétiques, des infrastructures de transport, constructions agricoles et travaux publics, évolution du logement et services collectifs, amélioration des territoires urbains. L’importance considérable est attachée aux questions de l’exportation des nouvelles technologies, matériaux de construction modernes, nouvelles énergétiques et technologies destinées à élever le niveau du bien-être social et la sécurité de l’homme.
UIR prête le secours dans le domaine de l’industrie du pétrole et du gaz, énergie électrique, métallurgie, branche minière, industrie chimique, constructions mécaniques, communications et télécommunications, industries de transformation, constructions et industries des matériaux de construction, branche de transport, aviation, constructions navales et constructions d’automobiles, domaines forestières et agricoles, industries médicales et pharmaceutiques.

## Coopération de l’Union des ingénieurs russes avec d’autres établissements publics
Dans l’objectif de l’unification de la société des ingénieurs et des scientifiques de la Russie avec des structures des investissements et des finances, l'UIR coopère d’une manière active avec le Club russe des directeurs financiers.